# Plenty Coups
Plenty Coups est un chef amérindien de la tribu des Crows né en 1848 et mort le 3 mars 1932. Durant la guerre des Black Hills et après la bataille de Little Bighorn, il coopère avec l'Armée américaine à la poursuite des Sioux, Cheyennes et Arapahos hostiles — ennemis traditionnels des Crows. Lors de la Première Guerre mondiale, il encourage les jeunes Crows à s'engager pour aller combattre en Europe et en 1921, il est choisi pour représenter les Amérindiens lors des cérémonies se déroulant sur la tombe du Soldat inconnu au cimetière d'Arlington en Virginie.